# Esgrima na Universíada de Verão de 2021
A esgrima na Universíada de Verão de 2021 será disputada no natatório do Centro de Esportes de Pidu (Pidu Sports Centre Natatorium) e no ginásio do Centro de Esportes de Pidu (Pidu Sports Centre Gymnasium), em Chengdu, na China, entre 2 e 7 de agosto de 2023.

## Calendário
| Esgrima   | Julho | Julho | Julho | Julho | Julho | Agosto | Agosto | Agosto | Agosto | Agosto | Agosto | Agosto | Agosto | Eventos |
| Esgrima   | 27    | 28    | 29    | 30    | 31    | 1      | 2      | 3      | 4      | 5      | 6      | 7      | 8      | Eventos |
| --------- | ----- | ----- | ----- | ----- | ----- | ------ | ------ | ------ | ------ | ------ | ------ | ------ | ------ | ------- |
| Masculino |       |       |       |       |       |        | 1      | 1      | 1      | 1      | 1      | 1      |        | 6       |
| Feminino  |       |       |       |       |       |        | 1      | 1      | 1      | 1      | 1      | 1      |        | 6       |
| Total     |       |       |       |       |       |        | 2      | 2      | 2      | 2      | 2      | 2      |        | 12      |

|  | Dia de competição |  | Dia de final |

## Medalhistas

### Masculino
| Evento     | Ouro       | Prata      | Bronze     |
| Individual | Individual | Individual | Individual |
| ---------- | ---------- | ---------- | ---------- |
| Espada     |            |            |            |
| Florete    |            |            |            |
| Sabre      |            |            |            |
| Equipe     |            |            |            |
| Espada     |            |            |            |
| Florete    |            |            |            |
| Sabre      |            |            |            |

### Feminino
| Evento     | Ouro       | Prata      | Bronze     |
| Individual | Individual | Individual | Individual |
| ---------- | ---------- | ---------- | ---------- |
| Espada     |            |            |            |
| Florete    |            |            |            |
| Sabre      |            |            |            |
| Equipe     |            |            |            |
| Espada     |            |            |            |
| Florete    |            |            |            |
| Sabre      |            |            |            |